# Ribera (geografia)

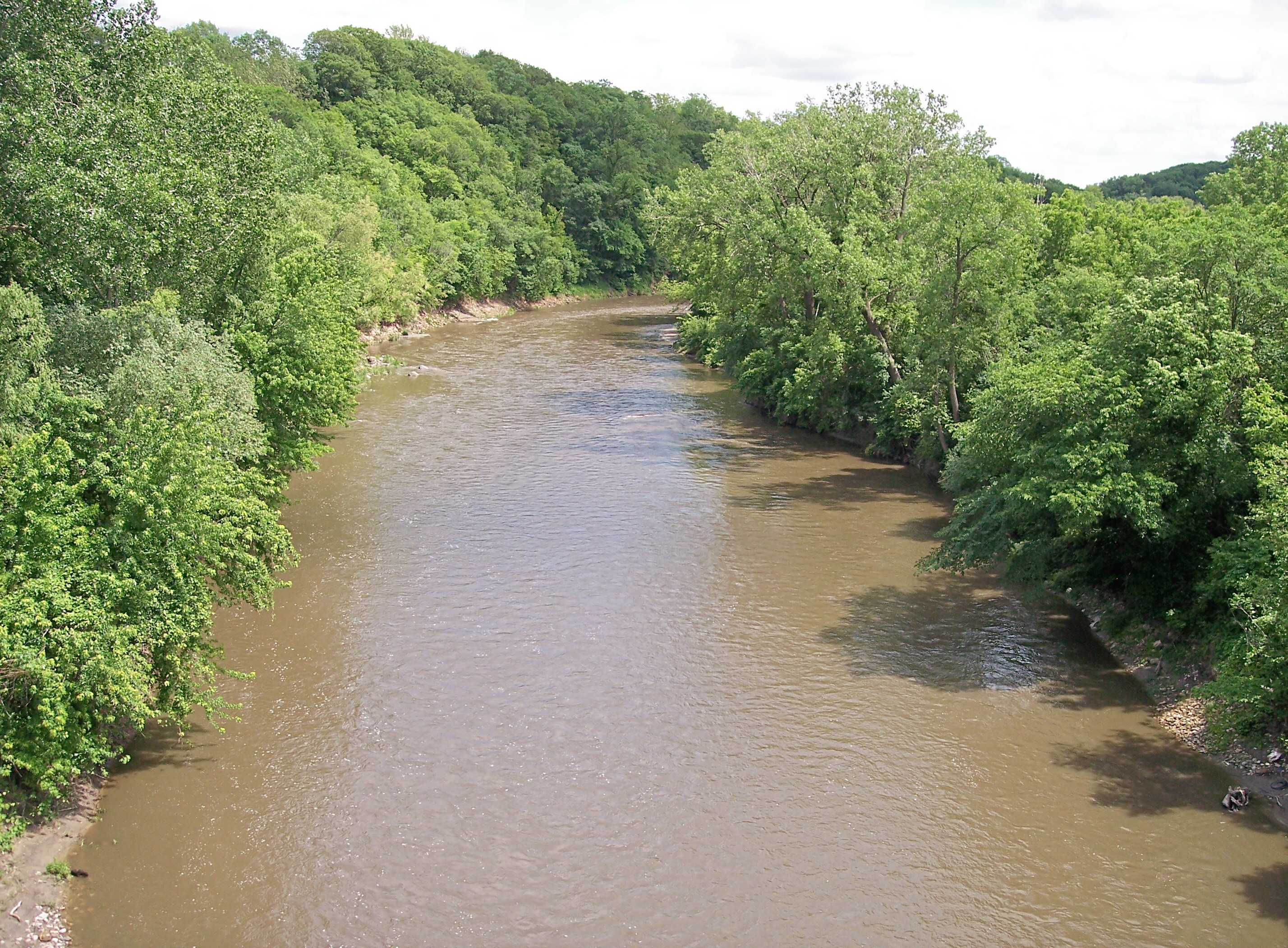
Ribera del riu Red Jacket.

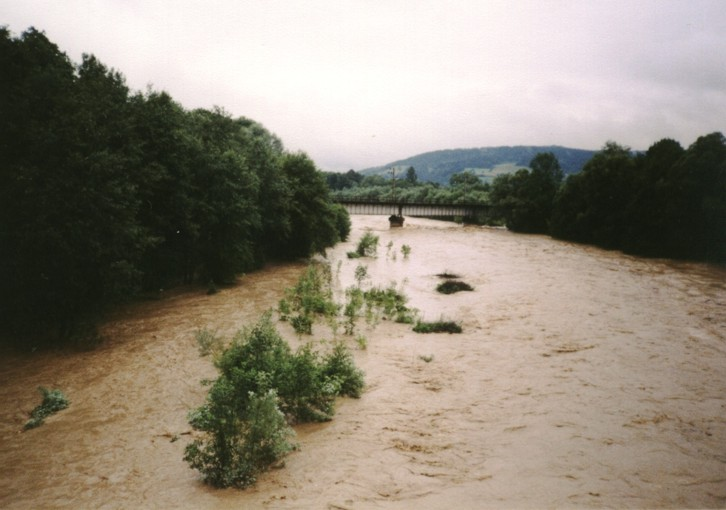
Ribera del riu Skawa a Polònia.

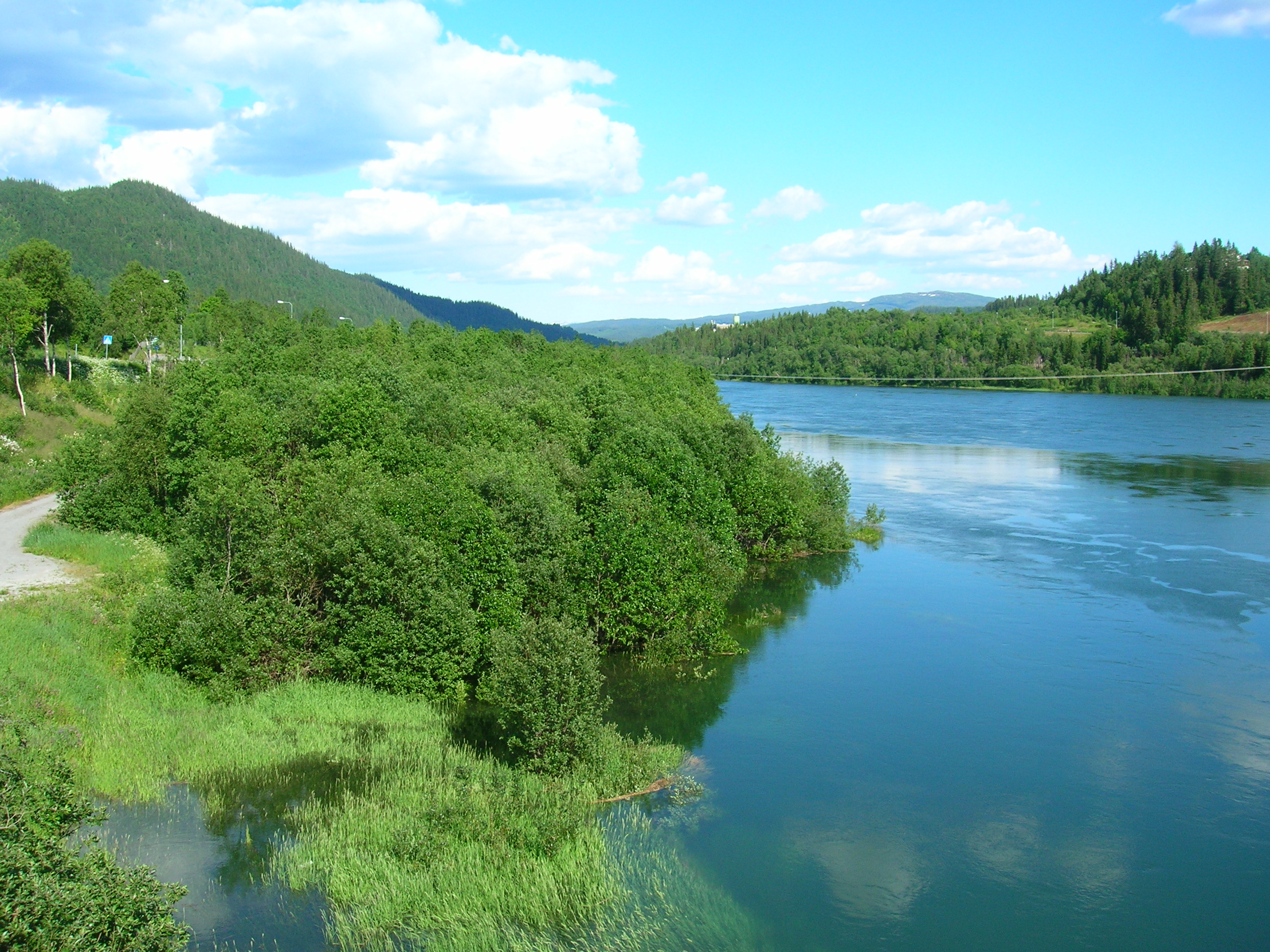
Lés riberes a vegades tenen els seus límits imprecisos

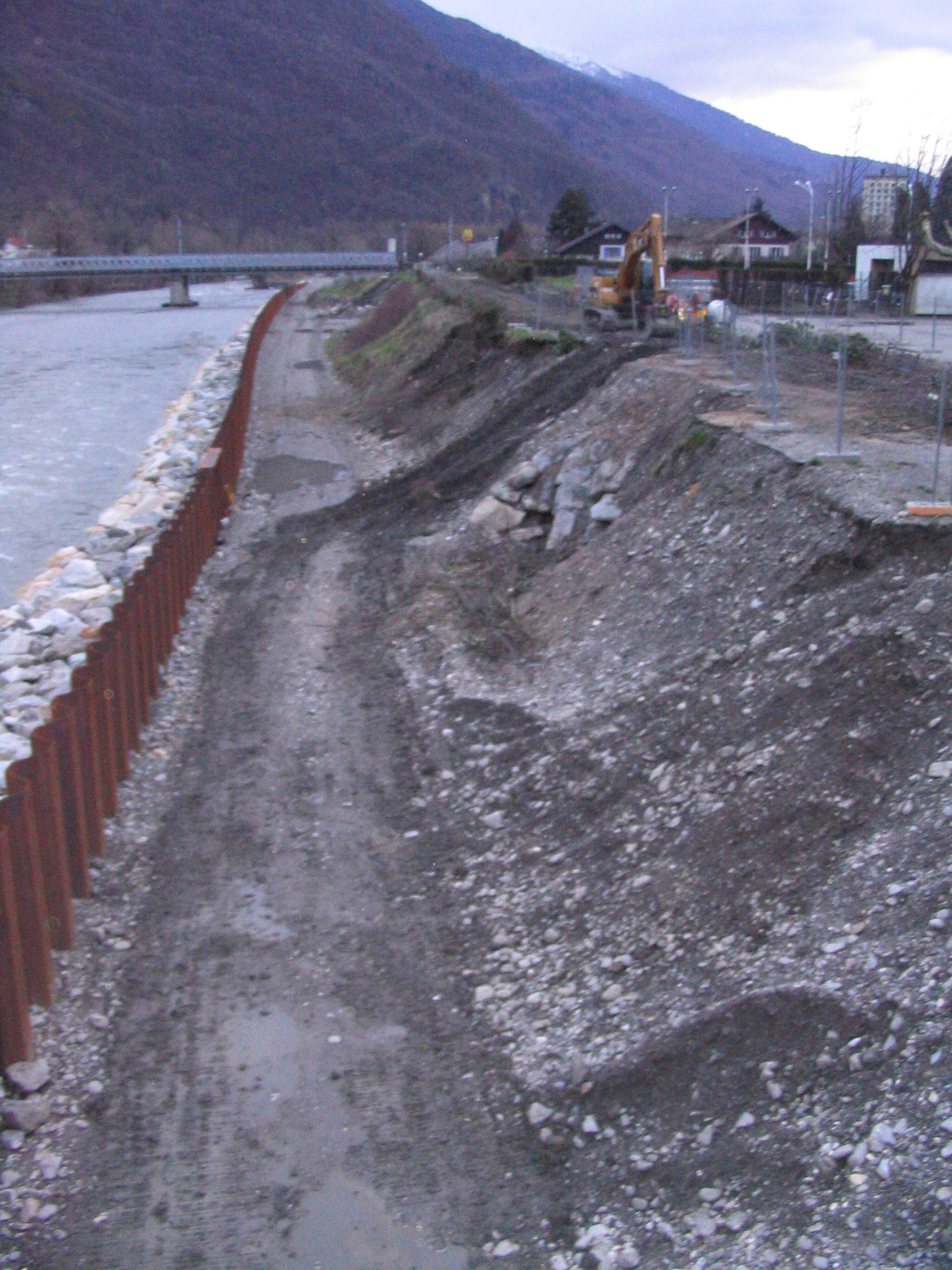
L'artificialització de les riberes és un factor de la fragmentació del paisatge i de la desaparició d'algunes espècies.

La ribera (ambient o vegetació ripari) en geografia és el territori de transició que limita amb una extensió d'aigua ja sigui fluvial, d'un llac o marina.
Les riberes poden ser naturals o artificials.
En alguns casos s'hi fan boscos de ribera o boscos galeria associats a cursos fluvials.

## Tipologia
Les riberes són sensibles a l'erosió hídrica que pot ser exacerbada pel trànsit de vaixells, per l'ús d'herbicides, per l'acció d'espècies introduïdes i altres factors. Per aquest motiu les riberes de vegades s'estabilitzen artificialment.

## Ecologia
Les riberes són sistemes ecològics que són hàbitats per a espècies del medi aquàtic i espècies ripàries. En la natura fan la important missió de passadís biològic i de vegades de zona tampó (de canvis difícils) aquestes característiques es perden si s'artificialitzen el curs o els marges.
- Camí de ribera
- La ribera té la funció de passadís biològic i de refugi per les espècies.
- En els cursos d'aigua totalment artificialitzats no hi ha ribera.